# Verbund Katholischer Kliniken Düsseldorf
Der Verbund Katholischer Kliniken Düsseldorf (VKKD) ist eine 2004 gegründete regionale gemeinnützige Holding. Sie unterhält vier Krankenhäuser und ein Gesundheitszentrum mit einer Tagesklinik in Düsseldorf, die sich in 50 Fachkliniken und medizinische Kompetenz-Zentren aufteilen lassen.
Der VKKD beschäftigt rund 3000 Mitarbeiter (Stand 2020) und verfügt über 1500 Betten (Stand 2017). Jährlich werden in den Kliniken etwa 150.000 Patienten versorgt (Stand 2016). Zum VKKD gehören vier Akademische Lehrkrankenhäuser, die mit der Heinrich-Heine-Universität in Düsseldorf zusammenarbeiten.

## Geschäftsführung
Zur Geschäftsführung gehören vier Mitglieder:
- Julia Disselborg (seit September 2023)
- Ulrike Hoberg (seit Mai 2024)
- Christian Kemper
- Martin Meyer

Der Aufsichtsrat des VKKD besteht aus zehn Mitgliedern. Vorsitzender ist Michael C. Begeré und stellvertretender Vorsitzender ist Christian Heuking.

## Geschichte
Im Sommer 2003 schlossen sich die Krankenhaus Mörsenbroich-Rath GmbH (KMR), bestehend aus Augusta-Krankenhaus, Krankenhaus Elbroich, Marienkrankenhaus Kaiserswerth und St.-Mauritius Therapieklinik, und die Caritative Vereinigung GmbH (Träger des St.-Vinzenz-Krankenhauses und des Altenkrankenheimes Katharina Labouré) zum Verbund Katholischer Kliniken Düsseldorf GmbH (VKKD) zusammen. Im August 2007 trat das Marien-Hospital Düsseldorf dem Verbund bei.

## Betriebliche Einrichtungen
Krankenhäuser
- Augusta-Krankenhaus, Düsseldorf
- Krankenhaus Elbroich, Düsseldorf

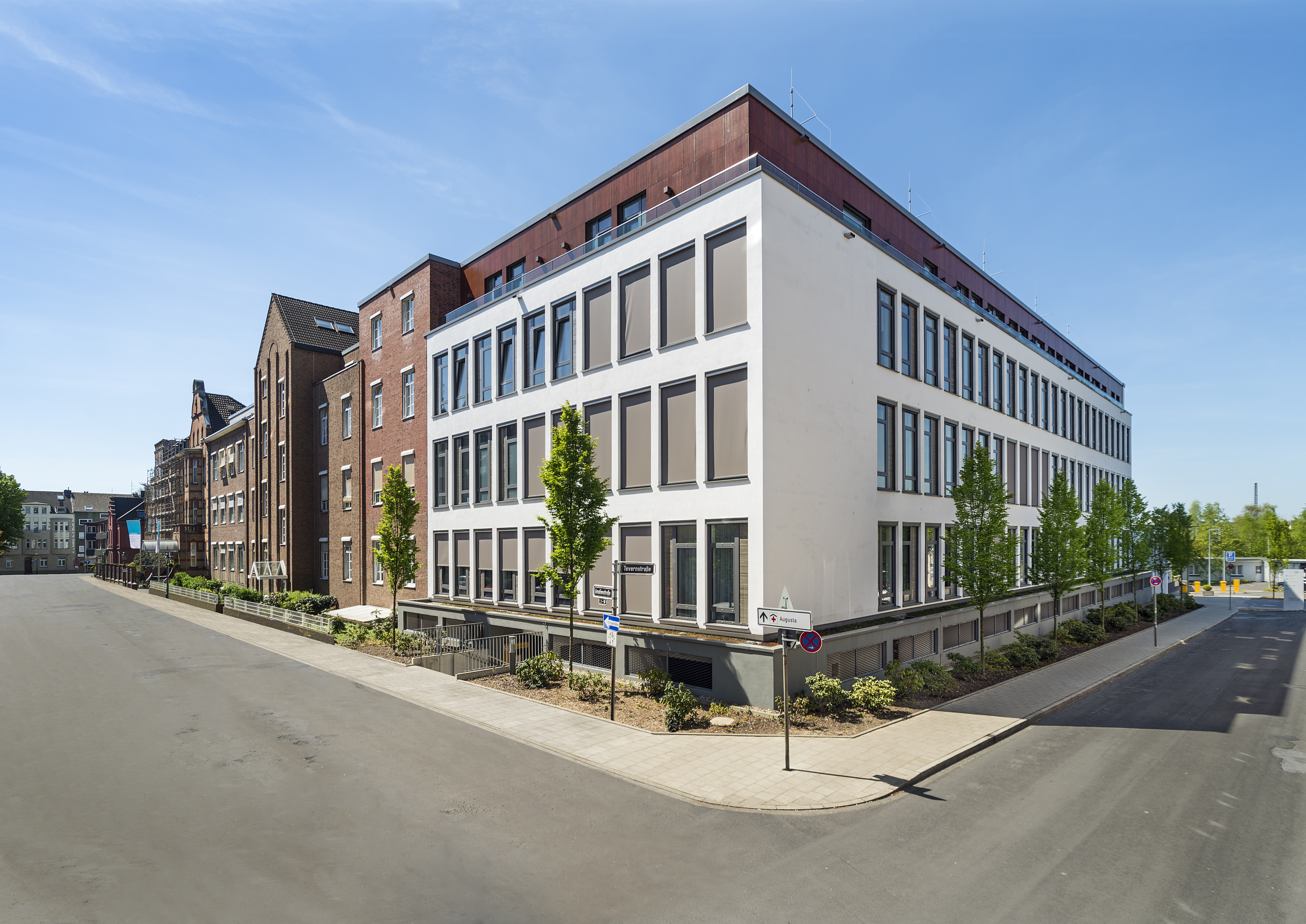
Augusta-Krankenhaus

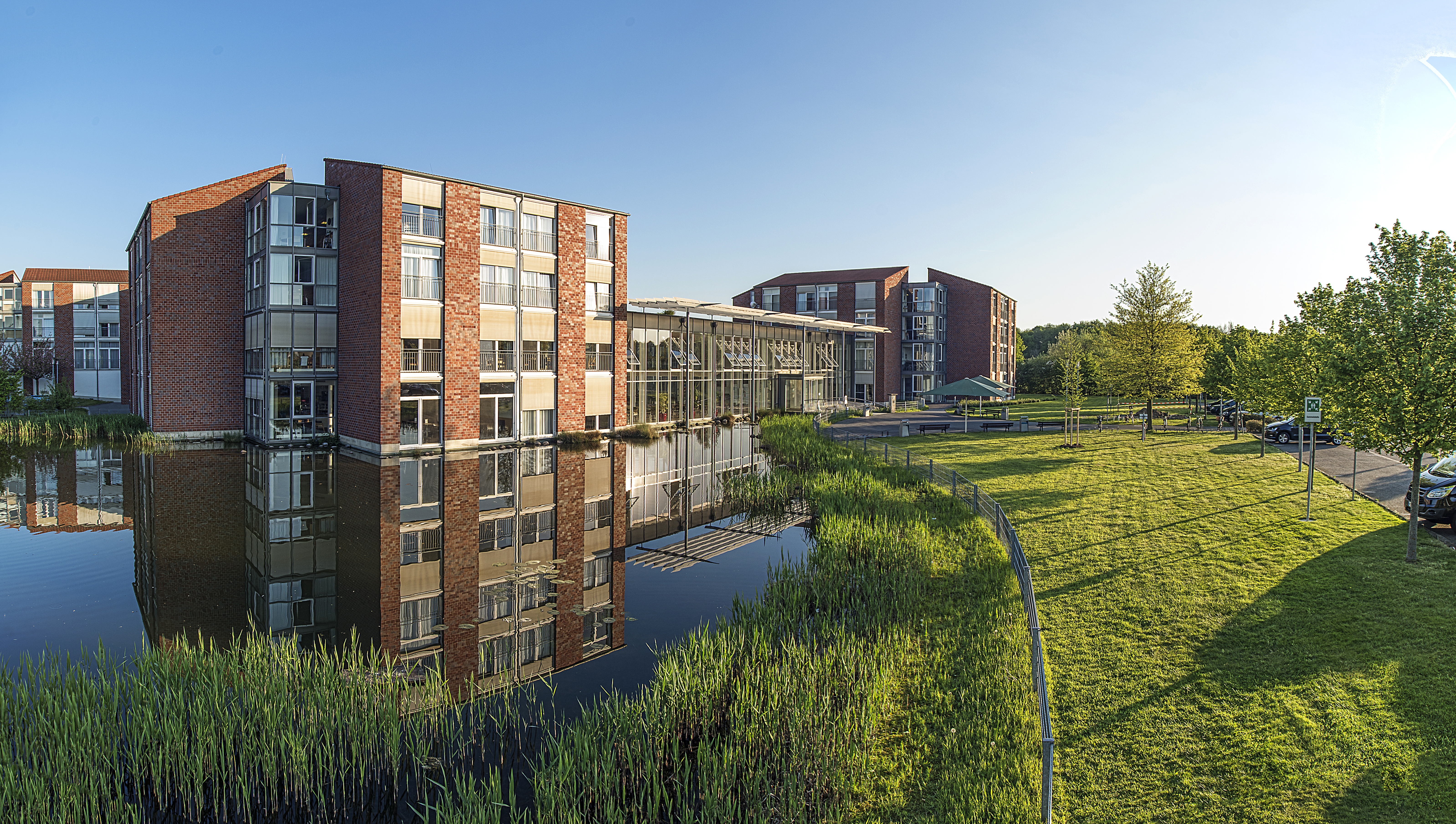
St.-Mauritius-Therapieklinik

- Marien-Hospital Düsseldorf, Düsseldorf
- St.-Vinzenz-Krankenhaus, Düsseldorf

Gesundheitszentrum und Tagesklinik
- Westdeutsches Diabetes- und Gesundheitszentrum (WDGZ), Düsseldorf